# مارتن بوب
مارتن بوب (بالإنجليزية: Martin Pope)‏ هو كيميائي وفيزيائي وأستاذ جامعي ومهندس أمريكي، (ولد في نيويورك في الولايات المتحدة 1918 – 2022 م).